# Malla Jawira
Malla Jawira (aymara malla bly, jawira flod) är ett vattendrag i Bolivia.   Det ligger i departementet La Paz, i den centrala delen av landet, 300 km nordväst om huvudstaden Sucre.